# Drăguțești
Drăguţeşti é uma comuna romena localizada no distrito de Gorj, na região de Oltênia. A comuna possui uma área de 59.66 km² e sua população era de 5261 habitantes segundo o censo de 2007.